# Fiat 124 Spider (2016)
Fiat 124 Spider är en sportbil som den italienska biltillverkaren Fiat introducerade på bilsalongen i Los Angeles i november 2015.
Bilen är resultatet av ett samarbete mellan Fiat och japanska Mazda. Den delar huvuddelen av konstruktionen med Mazda Miata men kaross och motor är unika för Fiat.
På den Internationella bilsalongen i Genève i mars 2016 presenterades även den sportigare Abarth-versionen, med starkare motor.
Versioner:
| Modell     | Årsmodell | Motor               | Cylindervolym | Effekt | Bränslesystem            |
| ---------- | --------- | ------------------- | ------------- | ------ | ------------------------ |
| 124 Spider | 2016-20   | 4-cyl radmotor SOHC | 1368 cm³      | 140 hk | Direktinsprutning, turbo |
| Abarth     | 2016-20   | 4-cyl radmotor SOHC | 1368 cm³      | 170 hk | Direktinsprutning, turbo |